# Troy (Montana)
Troy è una città degli Stati Uniti d'America situata nel Montana, nella Contea di Lincoln.